# Giovanni Anceschi
Giovanni Anceschi (Milano, 12 settembre 1939) è un designer italiano.

## Biografia
Figlio di Luciano Anceschi, studia Filosofia teoretica con Enzo Paci e Psicologia con Cesare Musatti all'Università Statale di Milano, 1958.
A Brera studia Decorazione con Achille Funi, 1958. Tra le sue prime collaborazioni si ricordano quelle con Lucio Fontana, Enrico Baj, Piero Manzoni.
Con Davide Boriani, Gianni Colombo, Gabriele Devecchi fonda, nel 1959, il Gruppo T.
Il gruppo T sarà protagonista del Movimento internazionale dell'Arte Cinetica e Programmata (con Bruno Munari, Gruppo MID, Gruppo N ecc.), e delle Nouvelles Tendences (con Jacoov Agam, il Groupe de Recherche d'Art Visuel, Bridget Riley, Len Lye, Karl Gerstner, Gerhard Von Grawenitz ecc.), esponendo alla Minami Gallery di Tokyo, alla Biennale di Venezia, al Moma di New York, ecc.
Va segnalato che vi è stato un forte ritorno d'interessi per la cultura visiva cinetica.
Su consiglio di Gillo Dorfles, Anceschi s'iscrive nel 1962 al dipartimento di Comunicazioni Visive della Hochschule für Gestaltung di Ulm (con Tomás Maldonado, Abraham Moles, Otl Aicher, Gui Bonsiepe, Tomás Gonda, Martin Krampen ecc.). Si laurea nel 1966.
Come artista, è stato fra i fondatori del movimento dell'Arte cinetica e programmata (un'arte che negli anni sessanta era già metamorfica, immersiva e interattiva).
Come designer ha sviluppato in Italia e all'estero, progetti d'immagine coordinata, d'exhibition design, e alcuni esempi di multimedia, hypermedia e interaction design.
È stato il primo accademico ad insegnare discipline del progetto di comunicazione nell'università italiana.
Come critico, storico e teorico della disciplina del progetto di comunicazione ha pubblicato libri e contributi in Italia e all'estero. A lui si deve l'introduzione nel design discourse di nozioni come “monogramma”, “artefatto comunicativo” (communication artifact), “teoria protetica degli oggetti”, “immagine coordinata hard e soft”, “anafora elettronica”, o come “interfaccia delle città” e “cura delle transizioni”. 
Lavora al progetto di una revisione della disciplina del design della comunicazione nel senso del passaggio dalla disciplina tattica del progetto di artefatto alla disciplina strategica del “progetto registico” (Theory of staging), poi “registica multimodale”.
È interessato in modo particolare alla rinascita degli interessi e degli studi sulla questione della propedeutica del design che coincidono con quelli della fondazione di una teoria della configurazione (Basic design), distinta da quella della raffigurazione o teoria della rappresentazione schematica.
Come organizzatore di cultura della grafica, della visibilità e della multimodalità ha partecipato a più di una stagione degli sviluppi della cultura (e della professione) del design della comunicazione in Italia e all'estero.
Sposò nel 1973 la poetessa Milli Graffi

## Attività didattico pedagogica

### Formazione del graphic designer e del designer della comunicazione
- Assistente pedagogico (con Otl Aicher) e insegnamento alla “Grundlehre”, HfG, Ulm, (con Herbert Lindinger ed Eberhart Wahl) (1966/67);
- Docente di “Basic design”, Roma, ISIA (con Andries Van Onck) (1969/71);
- “Disegno e comunicazioni visive”, Facoltà di Urbanistica, IUAV Venezia (con Giovanni Astengo, Paolo Ceccarelli, Francesco Indovina, Bernardo Secchi, ecc.) (1971-76);
- Docente di “Sistemi grafici” e “Teoria delle forme”, presso il DAMS, Bologna (con Tomás Maldonado, Umberto Eco, Marco Mondadori, Omar Calabrese, Paolo Fabbri) (1975/87);
- “Strumenti e tecniche di comunicazione visiva”, Facoltà di Architettura del Politecnico di Milano (con Tomás Maldonado, Marco Zanuso, Achille Castiglioni, ecc.) (1987/2001)
- Con Tomás Maldonado, Medardo Chiapponi, Ezio Manzini e Francesco Trabucco, Anceschi è stato membro del comitato promotore del Corso di laurea in Disegno Industriale ora Facoltà del Design, Politecnico di Milano (1994). Da segnalare il Laboratorio di sintesi finale dedicato alla nozione di Regia dell'immagine, 2001/2002.

### Formazione dell'hypermedia designer
- Con Daniele Marini, elabora i programmi di design eidomatico per i "Corsi speciali per Tecnici Eidomatici", Regione Lombardia-CEE, Eidos, 1983-1986.
- Nel 1992 è il Coordinatore scientifico del "Corso speciale Design delle interfacce: la progettazione della comunicazione interattiva", Regione Lombardia-CEE, Domus Academy, 1992.
- Nel 2002 Anceschi è il coordinatore scientifico del Corso di “Web-design”, che fa parte del Progetto Hamlet per l'università on-line, Consorzio Nettuno, Roma, 2002.

Anceschi è stato professore ordinario presso l'Università IUAV di Venezia, Facoltà di design e arti.
- Docente di Fondamenti del design bidimensionale, Laurea triennale in Disegno Industriale (ClasDIP);
- Docente di Teoria della comunicazione, Laurea specialistica in Comunicazioni Visive e Multimediali (clasVEM);
- Direttore della Laurea specialistica in Comunicazioni Visive e Multimediali (clasVEM) (2003—2006);.
- Direttore dell'unità di ricerca GaMS (Graphic and Multimodal Systems), dipartimento delle Arti e del Disegno Industriale (dADI);
- A partire dal 2003, con Medardo Chiapponi, Raimonda Riccini e altri, Anceschi rielabora il sistema formativo del Design presso la Facoltà del Design e delle Arti, IUAV, Venezia, composto dalla laurea triennale in Disegno industriale cui si succedono la laurea magistrale in Design del prodotto e quella in Comunicazione visiva e multimediale.
- Il sistema è coronato dal dottorato in Design della comunicazione e del prodotto/scienze del design, di cui Anceschi è il coordinatore (2003—2011).

## Pubblicazioni

### Libri, saggi, articoli
- Monogrammi e figure, Firenze, La casa Usher, 1981.
- Centum Mille, la linea grafica del IX Centenario dell'Università di Bologna, Bologna, Grafis Editori, 1990.
- L'oggetto della raffigurazione, Milano, Etaslibri, 1992.
- Tomás Maldonado. Intellettuale politecnico, Il Verri Edizioni, 2020.

### Cure
A sua cura sono usciti i volumi: 
- Il progetto delle interfacce. Oggetti colloquiali e protesi virtuali, Milano, Domus Academy, 1993.
- (con Massimo Botta e Maria Amata Garito), L'ambiente dell'apprendimento. Web design e processi cognitivi, Milano, McGraw-Hill, 2006.

### Saggi e articoli
Anceschi ha pubblicato più di trecento saggi e articoli dedicati alla teoria, alla storia e alla critica della disciplina, comparsi su riviste estere e nazionali (es. “Design Issues” MIT Press, “Morphia” Buenos Aires, “Domus”, “Progetto Grafico”, ecc.).
Ha curato il numero monotematico de “il verri” “Visibile e invisibile”, n. 10-11 (novembre) 1999 e “Nella rete”, n. 16 (maggio) 2001.

### Pubblicazioni elettroniche
- Il segreto del Design italiano, CdLDI, Politecnico di Milano, Sciangai, 1999 [CD-ROM].
- Catturati dalle immagini, in: “Iteronline”, Treccani, 2000.
- Per l'orientamento contro l'inquinamento,  in: A.A. V.V., Segni e segnali: l'estetica della città, venicemedia, Venezia, (con Emanuela Bonini Lessing), 2005 [CD-ROM].
- L'aeroporto: una scena multimodale (Relazione al XXXIII Congresso dell'AISS "Per una semiotica della città. Spazi sociali e culture metropolitane", San Marino, 28-30 ottobre 2006, in: “E/C”).

### Editorial boards
Nel 1984 Anceschi è stato membro (con Giovanni Lussu, Pino Grimaldi, Gelsomino D'Ambrosio, e altri),  del comitato di direzione di “Grafica” Rivista di teoria, storia e metodologia, e, dal 1985 all'89 ne ha assunto la direzione.
Anceschi è membro (con Tomás Maldonado, Umberto Eco, Paolo Fabbri) del comitato della rivista di alta cultura “il verri” fondata dal padre Luciano Anceschi nel 1956. Ne è stato il direttore dal 1996 al 2004.
È membro altresì dell'advisory board di “Noema”, diretta da Pier Luigi Capucci, con Valerio Eletti, Franz Fischnaller, Franco Torriani, 2006.

## Attività di promozione della cultura visiva e multimodale
- Curatore della Biennale della grafica di Pubblica Utilità, Centro Multiculturale, Cattolica, 1986
- Membro (con F.H.K.Henrion e J.Müller-Brockmann, e altri) del comitato di consulenza per la mostra "Images d'utilité publique", Centre Georges Pompidou, Paris, 1988;
- Promozione e redazione (con Giovanni Lussu, Gianfranco Torri, e altri) della "Carta del Progetto Grafico", Aosta-Milano, 1986 (https://web.archive.org/web/20050412203640/http://www.aiap.it/asso/carta.htm);
- Curatore del Seminario di studi "Nuove sinestesie", Sala del Grechetto, Milano, 12 maggio-3 giugno, 1986;
- Curatore del Convegno "L'interfaccia delle città", Ravenna, 1994;
- Di recente, nel contesto della facoltà di Design e Arti, IUAV:
- Assume il Coordinamento scientifico del Workshop internazionale “viverevenezia3/in the labyrinth”, dedicato all'orientamento e alla segnaletica per Venezia, fDA, Università IUAV di Venezia, 2003 (http://www.museiciviciveneziani.it/frame.asp?musid=81&sezione=mostre).
- Coordinamento scientifico della partecipazione IUAV-FdA, al Festival Internazionale “Profile Intermedia 7”, con Giorgio Camuffo, Enrico Camplani ed Emanuela Bonini Lessing:
- Coordinamento scientifico dell'iniziativa Orientierug Venezia Hamburg (Hamburg Design Days), Sprinkenhof, Hamburg.
- Mostra “viverevenezia3__in the labyrinth” 25–28.5.2005.
- Coordinamento scientifico del ciclo seminariale:
- Registica - Ripensare il design della comunicazione (con Alvise Mattozzi) per impostare una riflessione collettiva su cosa vuol dire oggi fare, insegnare, imparare "design della comunicazione" (16-28 giugno 2006).
- Coordinamento scientifico dell'iniziativa dottorale destinata ai dottorandi e ai giovani studiosi italiani (29 giugno-1º luglio 2006):
- Basic Design: la tradizione del nuovo; un atélier e due piccole mostre (http://www.newbasicdesign.it/).
- Atélier: Itten: scioltezza gestuale, Moholy Nagy: sinestesia, Maldonado: antiprimadonna. Tre esercitazioni condotte da Giovanni Anceschi.
- Postazione di basic interattivo: Cristina Chiappini: il corpo racconta, a cura di Nicola Vittori. (https://web.archive.org/web/20061130001220/http://www.cristinachiappini.com/bdc/bdc.htm)
- Bruno Munari: basic designer. Mostra a cura di Azalea Seratoni
- Josef Albers: omaggio al colore: Mostra a cura di G.A.

## Premi e riconoscimenti
- Socio onorario AIAP (Associazione Italiana per il Progetto Grafico).
- Premio Gugennheim 2001, Impresa e Cultura.
- “Icograda Excellence Award” alla carriera “for distinguished services to graphic design”, Capetown, 1999.
- “Compasso d'oro” e “Selezione d'onore” al XVIII Compasso d'Oro, ADI, Milano, 1998.